# جرت کولور
جرت کولور (انگلیسی: Jarrett Culver؛ زادهٔ ۲۰ فوریهٔ ۱۹۹۹) بازیکن بسکتبال اهل ایالات متحده آمریکا است.
از باشگاه‌هایی که در آن بازی کرده‌است می‌توان به مینه‌سوتا تیمبرولوز اشاره کرد.